# 士多

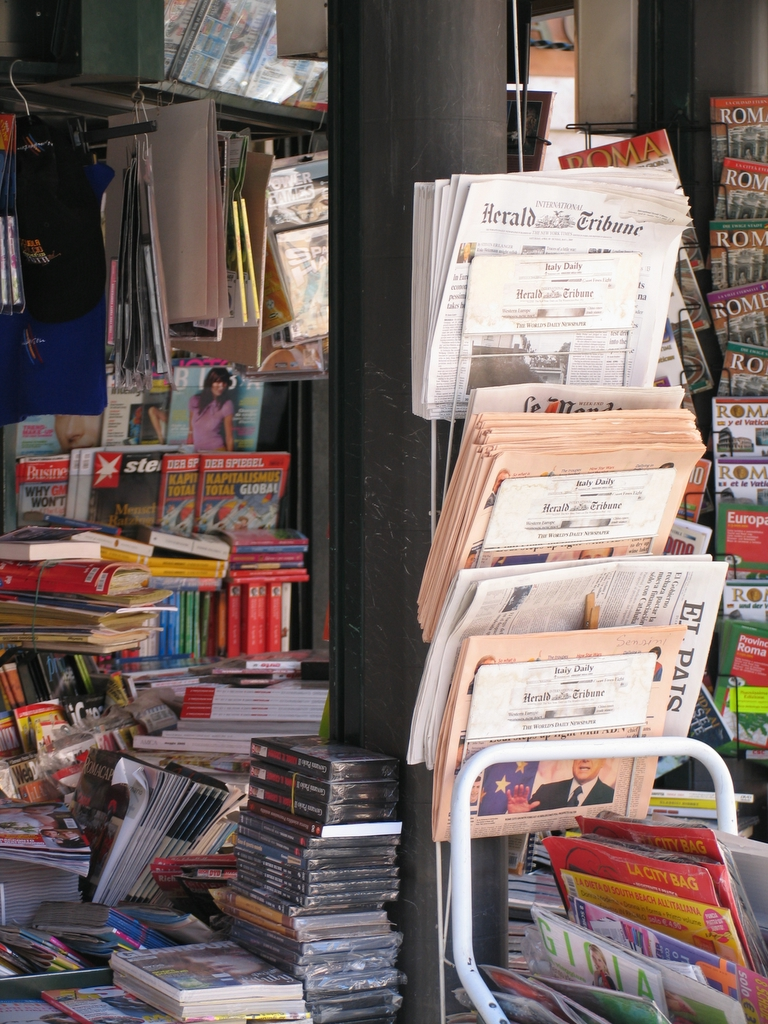
士多商品陳設

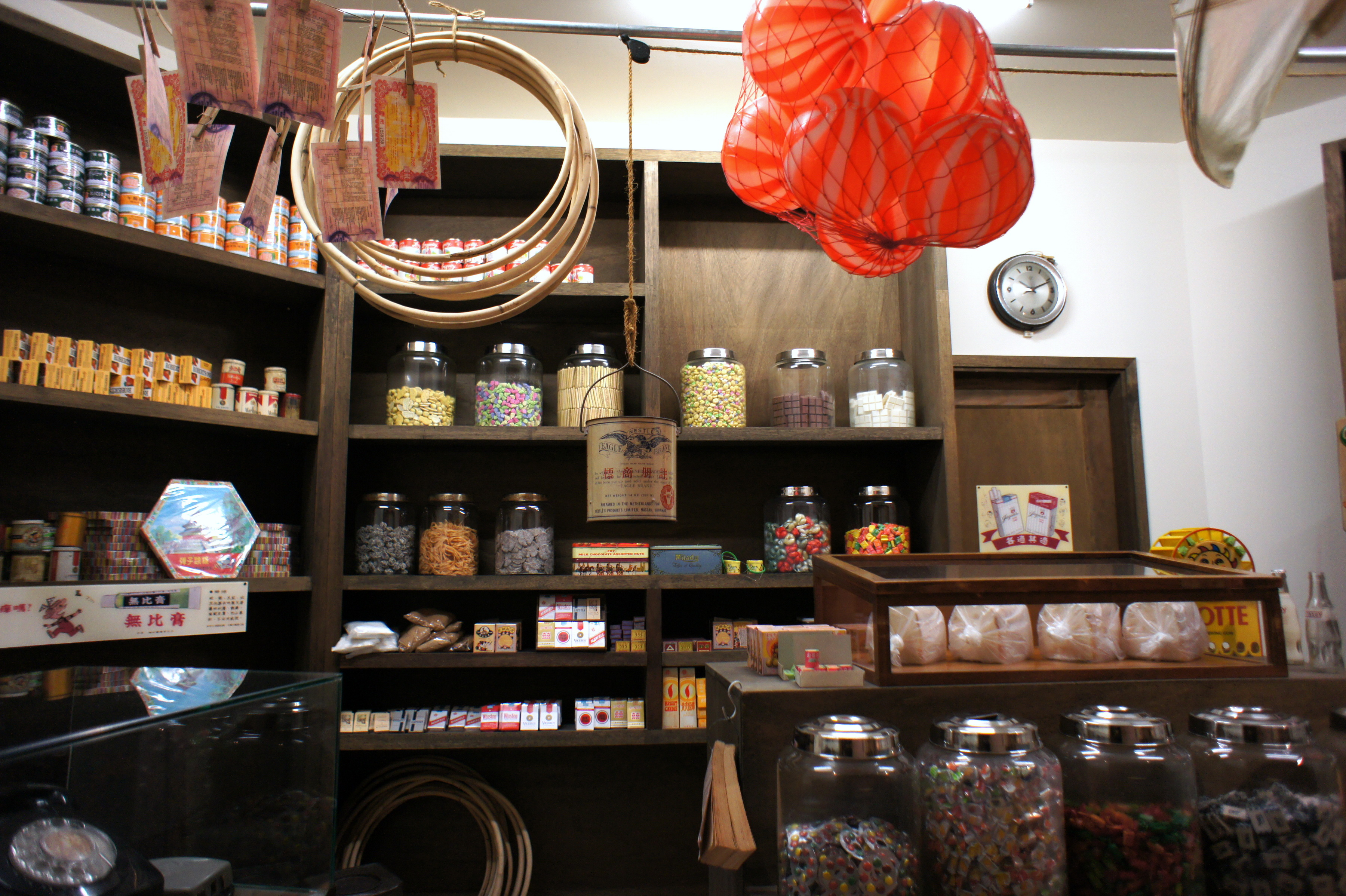
1960年代典型香港辦館（香港歷史博物館展品）

士多（英語：canteen, commissary, concession stand, kiosk, provision store）是指在缺乏商業設施的地方（例如車站月台、街邊、電影院）所設置的小型商店、福利社。中文普通話將此類型商店稱作「小卖部」或「小超市」；粵港澳等粵語通行地區則稱為「士多」，取英語之發音音译而成，又稱辦館，通常都歷史悠久或開業多年。

## 概述
士多主要售賣零食、飲料、雪糕等食品，在香港尤其容易於城市裏發展多年的舊式居民區中發現它的蹤跡。
在香港，面對新式商舖如一條街道便會開設數家、高密度的便利商店、集團式經營的零食店和超級市場的競爭，士多和辦館已經買少見少，只能在舊住宅區找到它們。
士多一般以零售為主，並且視乎環境兼售其他商品，如玩具、水果、鮮花、早餐、煙酒、電話卡、文具或報紙等雜項小商品，但不會賣大型日用品、糧油等雜貨。有些店也會提供其他服務，如影印、電話、充值等。中國大陸的非法六合彩在粵港澳也多經士多出售。
除城市外，士多也可見於公園、遊樂場、郊遊點等，供遊人購買。

## 分佈
- 住宅区
- 學校（在學校出現之士多，常會稱作小食部（港澳粵語）／小买部（中國大陸）／員生消費合作社（台灣，有時簡稱「合作社」））
- 公共交通場站：車站、機場、港口、火車站口、地鐵站口
- 休閒娛樂據點：公園、動物園、遊樂場、旅遊點
- 軍營
- 工廠

## 相似商店
- 便利商店
- 雜貨店
- 超級市場

## 衍生
粵語從音譯「士多」衍生出其他詞語，例如「士多房」是杂物间的俗稱，存放東西的地方，此時，士多房的士多一詞的意思是指儲存、存放、儲物，與辦館、雜貨店的俗稱士多完全無關。
「士多啤梨」則是粵語對草莓的俗稱，取英語譯音，同樣與雜貨店俗稱士多無關。